# Natriumfluoracetaat
Natriumfluoracetaat (C2H2FNaO2) is een zeer toxische organische fluorverbinding van natrium. De stof komt voor als een kleurloos tot wit poeder, dat goed oplosbaar is in water.

## Synthese
Natriumfluoracetaat kan bereid worden op 3 manieren:
- Uit een reactie van natriumhydroxide en fluorazijnzuur:

{\displaystyle {\ce {CH2FCOOH + NaOH -> CH2FCOONa + H2O}}}
- Uit een reactie van natriumcarbonaat en fluorazijnzuur:

{\displaystyle {\ce {2CH2FCOOH + Na2CO3 -> 2CH2FCOONa + CO2 + H2O}}}
- Uit een reactie van natriumwaterstofcarbonaat en fluorazijnzuur:

{\displaystyle {\ce {CH2FCOOH + NaHCO3 -> CH2FCOONa + CO2 + H2O}}}

## Toepassingen

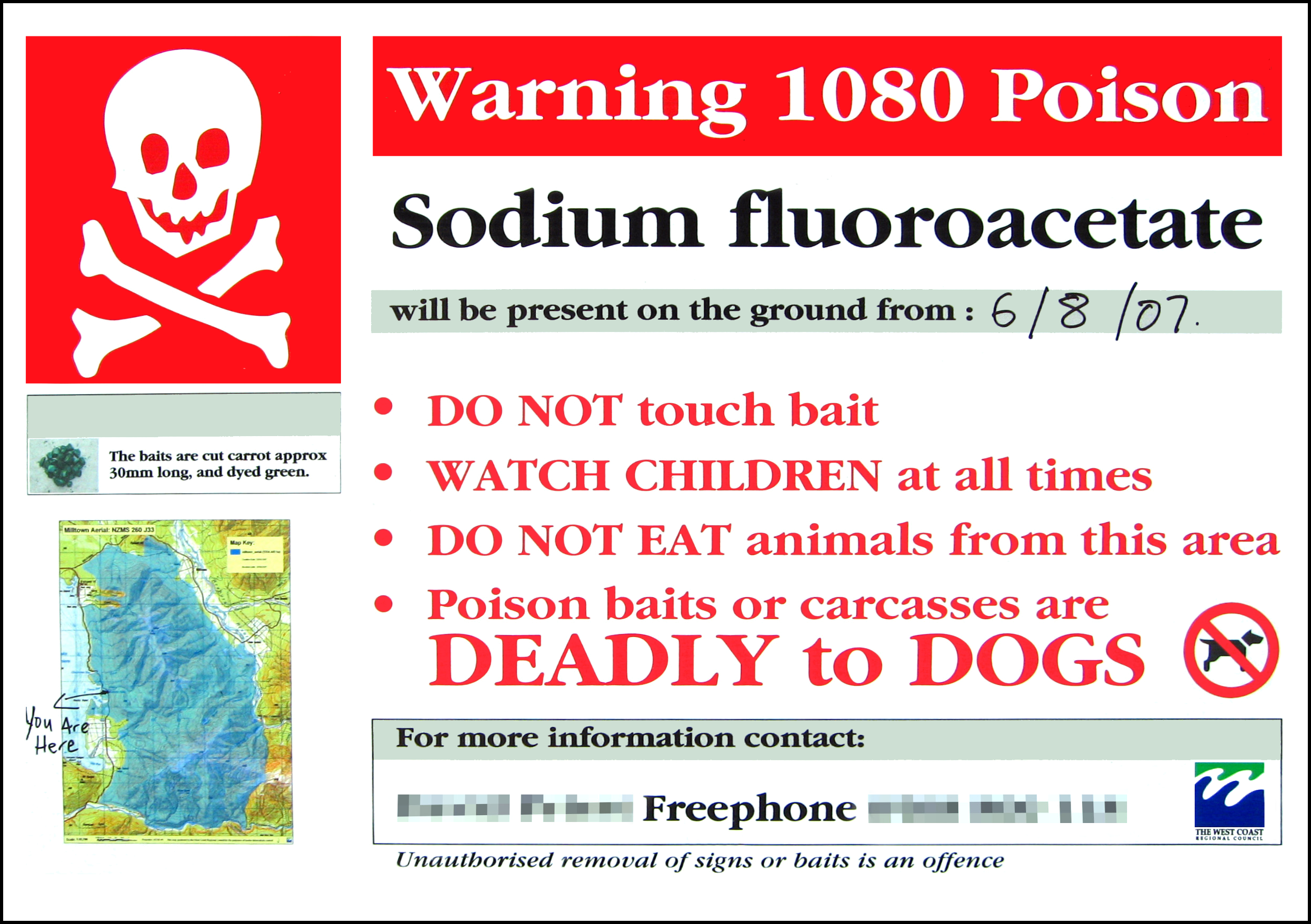
Waarschuwingsbord voor 1080 (natriumfluoracetaat) in Nieuw-Zeeland.

Natriumfluoracetaat wordt, omwille van de zeer hoge toxiciteit, onder de naam Compound 1080 of kortweg 1080 gebruikt als chemisch bestrijdingsmiddel tegen zoogdieren, en in het bijzonder tegen knaagdieren (rodenticide). Het wordt enkel ingezet om plagen te voorkomen en de populatie van invasieve soorten te controleren. Het wordt in deze context gebruikt in Nieuw-Zeeland om de voskoesoe- en rattenpopulatie in de hand te houden. In de Verenigde Staten wordt het product ingezet om coyotes te doden. Andere landen die deze stof gebruiken zijn Australië, Mexico en Israël.

## Toxicologie en veiligheid
De stof ontleedt bij verhitting of bij verbranding met vorming van giftige dampen, onder andere waterstoffluoride. Natriumfluoracetaat is zeer toxisch.
De stof kan effecten hebben op het hart- en vaatstelsel en het centraal zenuwstelsel, met als gevolg hartziekten en ademhalingsfalen. Blootstelling kan de dood veroorzaken.